# Rafał Patyra
Rafał Patyra (ur. 25 lipca 1974 w Lubartowie) – polski dziennikarz sportowy i prezenter telewizyjny.

## Życiorys
Absolwent Akademii Wychowania Fizycznego Józefa Piłsudskiego w Warszawie. 
Zaczynał pracę w 1999 roku w TVN, gdzie prowadził serwis sportowy po Faktach. W 2002 roku przeszedł do TV Puls, gdzie także pracował w redakcji sportowej tejże stacji. W styczniu 2003 roku przeszedł do Telewizji Polskiej; jako dziennikarz TVP zajmował się piłką nożną. Najczęściej prowadził studia i przeprowadzał wywiady. Jako reporter relacjonował Mistrzostwa Świata w Piłce Nożnej 2006. Ponadto był współgospodarzem studia meczowego TVP w trakcie Mistrzostw Świata w Piłce Nożnej 2010, 2014, 2022, Mistrzostw Europy w Piłce Nożnej 2012, 2016, 2020, Copa América 2015, a podczas Mundialu 2018 w Rosji był współgospodarzem studia na stadionach przy meczach reprezentacji Polski.
Od października 2005 do 2006 i od 2010 do 2019 roku był prezenterem Sport telegramu, emitowanego po głównym wydaniu programu informacyjnego Panorama, nadawanego w TVP2. Wcześniej zajmował się głównie pracą w redakcji sportowej TVP2, a także przekazywał doniesienia prasowe na antenie programu Pytanie na śniadanie w TVP2. Wraz z Maciejem Iwańskim prowadził magazyn Szybka piłka w TVP2. W 2008 roku prowadził program Stadion Info na antenie TVP Info. W 2017 roku był korespondentem na Rajdzie Dakar.
Od 1 listopada 2016 do 13 grudnia 2023 roku był prezenterem programu informacyjnego Teleexpress nadawanego w TVP1, TVP Polonia i TVP Info. Od 27 lutego 2017 do 9 lutego 2018 roku współprowadził program śniadaniowy Dzień dobry, Polsko! w TVP1. W latach 2019–2023 był prowadzącym teleturniej Sukces na bank emitowany w TVP3. Wraz z Jackiem Kurowskim prowadził także magazyn Gol na antenie TVP Sport. W latach 2020–2023 był gospodarzem programu Rodzinny ekspres, który dla TVP1 przygotowywała redakcja katolicka. Na początku stycznia 2024 roku poinformowano, że Telewizja Polska nie przedłużyła z nim umowy. Tym samym po 20 latach zakończył pracę w telewizji publicznej.
1 lutego 2024 roku został dziennikarzem Telewizji Republika, gdzie jest jednym z prowadzących codzienny program informacyjny Express Republiki. Jest on wzorowany na Teleexpresie nadawanym przez Telewizję Polską. Od 8 kwietnia 2024 roku jest także jednym z prowadzących poranny magazyn Republika Wstajemy!, nadawany codziennie również w Telewizji Republika. W latach 2024-2025 był gospodarzem studia podczas gal STRIFE MMA, transmitowanych przez tę stację i jej internetowy kanał w serwisie YouTube.
Na przemian z Krzysztofem Miklasem komentuje i analizuje wydarzenia ze świata sportu na antenie Radia Maryja i Telewizji Trwam.

## Życie prywatne
Ma żonę, z którą ma czworo dzieci: jednego syna i trzy córki. Jest także ojcem córki ze związku pozamałżeńskiego. Deklaruje się jako katolik.